# Franz Brungs
Franz Brungs (Bad Honnef, 4 dicembre 1936) è un allenatore di calcio ed ex calciatore tedesco occidentale, dal 1990 tedesco, di ruolo attaccante.

## Carriera

### Giocatore
Vanta 28 presenze e 13 gol nelle competizioni UEFA per club.

## Palmarès

### Giocatore

#### Competizioni nazionali
- Campionato tedesco: 1

Norimberga: 1967-1968
- Coppa di Germania: 2

Borussia M'gladbach: 1959-1960
Borussia Dortmund: 1964-1965

#### Competizioni internazionali
- Coppa Piano Karl Rappan: 2

Norimberga: 1968
Hertha Berlino: 1971